# José Alcalá-Zamora Franco
José Alcalá-Zamora Franco (Priego de Córdoba, 1 de abril de 1818-Priego de Córdoba, 20 de junio de 1874), fue jurista y político español. 

## Biografía
Nacido el 1 de abril de 1818 en Priego de Córdoba, era hijo de Pedro Alcalá-Zamora Ruiz de Tienda, capitán de caballería retirado, familiar del Santo Oficio de la Inquisición de Córdoba y, en ese momento, alcalde de Priego de Córdoba, y de su esposa María Candelaria Franco y Ayerve, natural de El Coronil. Su nombre completo era «Josef María de las Mercedes y de Santa Teodora Rafael Ramón de San Juan Bautista Alcalá-Zamora Franco». Era nieto de Francisco Waldo Alcalá Zamora, familiar del Santo Oficio, y de Sabiana Sebastiana Ruiz de Tienda, ambos de Priego de Córdoba; por parte materna era nieto de Luis Franco de Vargas, abogado de los Reales Consejos, natural de Sevilla, y de María Laura Ayerve y Albarado, natural de Carcabuey.
Tras la instrucción primaria, en 1830 inicia sus estudios de bachillerato en Cabra, en el Colegio de Humanidades de la Purísima Concepción. Más tarde va al Colegio Mayor San Bartolomé y Santiago de Granada, en cuya universidad cursa la licenciatura de derecho, que termina en 1841.
En 1851 se casa con María Encarnación Estremera Calvo-Rubio, nacida en 1830 e hija de Luis Estremera Burgos y Rosalía Calvo-Rubio Aguado y Arias, ésta natural de El Coronil, provincia de Sevilla. La esposa llevó una dote de 2800 escudos, más 48 000 reales en arras.

### Trayectoria política
José Alcalá-Zamora Franco desempeña un papel destacado en el pronunciamiento de 1854. Es nombrado presidente de la Junta Revolucionaria de Priego de Córdoba, y después vicepresidente de la Diputación Provincial de Córdoba, siendo designado por el Partido Liberal Progresista candidato para las Cortes Constituyentes, en las que resultó elegido para el período 1854-1856. La prensa recoge su trabajo parlamentario y lo cita en numerosas ocasiones junto a otros diputados cordobeses como León y Medina, Pacheco, Vega de Armijo, Ortiz Amor, Bastida, y Vargas.
Es elegido representante en la asamblea progresista de Córdoba de 1864 y forma parte activa en la Revolución de 1868, que logra derribar a la reina Isabel II. Fue nombrado presidente de la Junta Revolucionaria en Priego de Córdoba y vicepresidente de la provincial, como ya ocurrió en 1854. 
Diputado en las Cortes Constituyentes, fue elegido por la circunscripción de Montilla por abrumadora mayoría. Entre 1869 y 1870, lucha por la consolidación del triunfo revolucionario. Entre 1871 y 1872 ejerce como senador durante el breve reinado de Amadeo de Saboya. Más tarde forma parte de la candidatura Radical para senador de la provincia junto a Patricio de la Escosura, Rafael María Gorrindo y Castro y Juan Alaminos y Vivar. La proclamación de la República frustra sus aspiraciones.
Murió repentinamente el 20 de junio de 1874 de un ataque de apoplejía en Priego de Córdoba.